# Регулятор гидротурбины
Регулятор гидротурбины, также  регулятор частоты вращения (РЧВ) гидротурбины — это совокупность устройств, обеспечивающая стабилизацию частоты вращения и регулирование активной мощности гидрогенератора на гидроэлектростанциях. Управление осуществляется перемещением регулирующих органов гидротурбин: лопаток направляющего аппарата, лопастей рабочего колеса, иглы сопла или дефлектора. Используемые регулирующие органы зависят от типа гидротурбины.

## Состав
Классический современный регулятор, как правило, содержит:
- цифровую часть (контроллер и измерительные преобразователи): автоматический регулятор частоты и мощности (АРЧМ) или электрогидравлический регулятор ЭГР[1];
- гидравлические распределители: гидромеханическая колонка (ГМК);
- систему аварийного закрытия: золотник аварийного закрытия (ЗАЗ);
- сервомоторы, приводящие в движение регулирующие органы;
- масло-воздушные или масло-азотные аккумуляторы с насосами и автоматикой управления: масло-напорная установка МНУ.

Гидромеханическая часть образует гидроусилитель. В большинстве случаев для гидротурбин средней и высокой мощности применяется каскад из двух гидроусилителей для каждого регулирующего органа. У европейских производителей существуют решения по установке небольшого гидроусилителя на каждую лопатку направляющего аппарата.
Для малых радиально-осевых гидротурбин могут отказываться от гидравлических приводов в пользу на электрических (для отказа от масла в системе). В этом случае ГМК заменяется на частотный преобразователь, используется электрический аккумулятор, ЗАЗ отсутствует.

## Основные задачи
- автоматический или ручной пуск агрегата, с выходом на подсинхронную частоту со скольжением (для обеспечения точной синхронизации с сетью)[3];
- поддержание заданной частоты вращения при работе на холостом ходу, изолированную нагрузку или на энергосистему (первичное регулирование частоты)[4];
- индивидуальное или группового регулирование заданной мощности[5];
- переходы для режима синхронного компенсатора;
- исполнение комбинаторной зависимости в генераторном режиме для поворотно-лопастных, ковшевых и других гидротурбин двойного регулирования (поддержание определённой зависимости между двумя регулирующими органами);
- ограничение мощности и открытия по универсальной эксплуатационной характеристике.